# Улица Стеве Тодоровића (Београд)
| · Улица · Стеве Тодоровића | · Улица · Стеве Тодоровића                    |
| -------------------------- | --------------------------------------------- |
|                            |                                               |
| Општина                    | Чукарица                                      |
| Почетак                    | Улица кнеза Вишеслава                         |
| Крај                       | Улице краљице Катарине Жарка Вуковића Пуцара  |
| Дужина                     | 500 m                                         |
| Ширина                     | око 12 m                                      |
| Створена                   | друга половина двадесетог века                |
| Названа                    | по српском сликару Стеви (Стевану) Тодоровићу |
|                            |                                               |
|                            |                                               |
| Почетак улице              |                                               |

Улица Стеве Тодоровића налази се на Бановом брду у општини Чукарица. Улица почиње од Улице кнеза Вишеслава, а завршава се на споју са улицама Краљице Катарине и Жарка Вуковића Пуцара. Дугачка је око 500 м.

## Име улице
Улица је добила име по Стеви Тодоровићу (1832-1925) српском сликару који је био ожењен Полексијом, једном од три српске сликарке које су радиле у Србији у 19. веку и кћерком српског професора, политичара и дипломате Матије Бана по коме је Баново брдо добило име. Осим што је био познати сликар, Стево је био оснивач Прве српске дружине за гимнастику и борење која је 1891. године прерасла у Београдско гимнастичко друштво Соко што се води као појава соколства у Србији.

## Историја
Улица је настала у другој половини 20. века у периоду када се Чукарица нагло преобразила из скромног радничког насеља са понеком кућом на спрат у модерно градско насеље. Нова стамбена изградња спојила је сеоска насеља с градом, а на некадашњим пашњацима појавиле су се нове градске четврти.

## Улицом Стеве Тодоровића
Улица почиње од Улице кнеза Вишеслава и у првом делу улице налазе се углавном породичне куће. Улица је доста прометна јер је веза овог дела Бановог брда и осталих делова Београда заобилазећи централну зону Бановог брда, односно Пожешку улицу. Улица је краћа од 500 метара и у њој се у другом делу налазе стамбене зграде. Занимљиво је што улица граничи са великим парком који се протеже од Пожешке улице, па све до улице Стеве Тодоровића, као и мало мањим парком између улица Петра Мартиновића и Стеве Тодоровића. На самом крају улица се рачва у улице Краљице Катарине и Жарка Вуковића Пуцара.

## Суседне улице
1. Кнеза Вишеслава
2. Пере Тодоровића
3. Краљице Катарине
4. Жарка Вуковића Пуцара

## Галерија
- Поглед на улицу Пере Тодоровића
- Поглед на парк
- Поглед на улицу Жарка Вуковића Пуцара